# Didaphne tornensis
Didaphne tornensis là một loài bướm đêm thuộc phân họ Arctiinae, họ Erebidae.